# Cecilia Galliano
Cecilia Galliano (Marcos Juárez, Argentina, 5 de março de 1978) é uma atriz, modelo e apresentadora argentina, naturalizada mexicana.
Se tornou conhecida por sua carreira como modelo e por apresentar os programas de TV Amantes de café, Los 10 primeros y Sabadazo.

## Carreira

### Apresentadora
| Título                        |
| ----------------------------- |
| Hoy sábado                    |
| Vamonos de fiesta             |
| Los 100 primeros              |
| Los 10 primeros               |
| Se vale                       |
| Telehit Weekend               |
| Hoy                           |
| Hazme reír y serás millonario |
| El cristal con que se mira    |
| Ñico de noche                 |
| Aun MasSabadazo               |
| Sabadazo                      |

### Televisão
| Ano       | Título                      | Papel                          |
| --------- | --------------------------- | ------------------------------ |
| 2007      | Recuerdame                  | Ingrid Betancourt de la Rivera |
| 2009      | María de Todos los Ángeles  |                                |
| 2011-2012 | Una familia con suerte      | Violeta Ruíz                   |
| 2013      | Durmiendo con mi jefe       | Gina                           |
| 2013-2014 | De que te quiero, te quiero | Jacqueline Basurto Rosales     |
| 2014–2015 | Mi corazón es tuyo          | Linda Riquelme Puente          |
| 2018-2019 | La Taxista                  | Carolina Ruiz Lizárraga        |
| 2021      | La desalmada                | Miriam Soler de Vázquez        |

## Vida pessoal
Em 6 de novembro de 2000 deu a luz Valentina Fornaro Galliano de uma relação com o modelo italiano Silvio Fornaro. Aos quinze anos, Valentina se submeteu a uma cirurgia para retirada de cistos de um dos seios, atualmente mora nos Estados Unidos.
Em 2007 iniciou uma relação com o ator argentino Sebastián Rulli e em 31 de dezembro de 2008 casaram-se no civil na residência onde viviam. O casamento terminou em 2011. Cecilia alegou anos depois que o casamento já passava por sérios problemas desde o início, afirmou que no dia seguinte ao casamento Rulli já voltou ao trabalho e não tiveram lua-de-mel; após a separação o casal começou uma disputa pela divisão dos bens. Durante a crise matrimonial, nasceu em 15 de janeiro de 2010 o único filho do casal, Santiago Rulli Galliano.

Logo após o nascimento de Santiago, Cecilia foi operada de alguns tumores cancerígenos que surgiram.